# Hipopótamo-pigmeu-de-creta
O hipotótamo-pigmeu-de-creta (Hippopotamus creutzburgi) é uma espécie de hipopótamo extinta, que viveu em Creta durante o Pleistoceno. Duas subspécies foram descritas:
- Hippopotamus creutzburgi creutzburgi Boekschoten e Sondaar, 1966
- Hippopotamus creutzburgi parvus Kuss, 1975

O último era o menor dos dois, mas ainda maior do que o Hipopótamo-pigmeu-do-chipre.
Os ossos do hipopótamo-pigmeu-de-creta foram encontrados por Dorothea Bate no platô de Kat, leste de Creta, na década de 1920.